# Alfredo Niceforo
Alfredo Niceforo (* 23. Januar 1876 in Castiglione di Sicilia, Catania; † 2. März 1960 in Rom) war ein italienischer Soziologe und Kriminologe.
Niceforo lehrte Anthropologie und Soziologie an den Universitäten Lausanne und Brüssel, war 1919/20 Professor der Soziologie an der Sorbonne, 1920–1931 Professor für Statistik an der Universität Neapel und seit 1931 Professor für Kriminologie an der Universität Rom. Niceforo war ein Anhänger der Ansichten des Cesare Lombroso, erklärte Kriminalität also biologisch.

## Schriften (Auswahl)
- L'Italia barbara contemporanea  (Das barbarische Italien der Gegenwart), 1898.
- Lo studio scientifico delle classi povere (Das wissenschaftliche Studium der armen Schichten), 1907.
- Antropologia delle classi povere (Anthropologie der armen Schichten), 1910.
  - dt. Anthropologie der nichtbesitzenden Klassen. Studien und Untersuchungen. Autorisierte Übersetzung aus dem italienischen und französischen Manuskript von Robert Michels und Adolph Köster. Mit einer Einführung: Das Proletariat in der Wissenschaft und die ökonomisch-anthropologische Synthese von Prof. Dr. R. Michels. Leipzig-Amsterdam: Maas & Van Suchtelen 1910 (Inhalt: 1. Teil: Vorbemerkungen. 2. Teil: Anthropometrie und Biologie. 3. Teil: Demographie. 4. Teil: Psychologie. 5. Teil: Ethnographie. 6. Teil: Ätiologie. Innere Ursachen (individuelle Faktoren) und äussere Ursachen (Mesologie).)
- Avventure e disavventure della personalità e delle umane società (Geschicke und Missgeschicke der Persönlichkeit und der menschlichen Gesellschaften), 1953.
- Il gergo nei normali, nei degenerati e nei criminali (Die Sprache bei Normalen, Degenerierten und Kriminellen), Turin 1897, Biblioteca antropologico-giuridica 30 (Nachdruck Bologna 1972).
- Criminali e degenerati dell'inferno dantesco (Verbrecher und Entartete aus Dantes Hölle), Turin 1898, Biblioteca antropologico-giuridica 33.
- Die Kriminalpolizei und ihre Hilfswissenschaften, bearbeitet durch Heinrich Lindenau, Groß-Lichterfelde-Ost (Langenscheidt) 1908.
- Le génie de l'argot. Essai sur les langages spéciaux, les argots et les parlers magiques, Paris 1912.
- I Germani: Storia di un' Idea et di una “Razza.” Rome: Società Editrice Periodici, 1917.
- Les Indices numériques de la Civilisation et du Progrès, Paris 1921.